# Château de Besanceuil
Le château de Besanceuil est un château français situé sur la commune de Bonnay en Saône-et-Loire, à la lisière ouest du village, à flanc de pente.

## Description
Le corps de logis est de plan rectangulaire et flanqué de tours carrées. Une tour à quatre pans est adossée au centre de la façade.
Le château, propriété privée, ne se visite pas.
Il fait l’objet d’une inscription au titre des monuments historiques depuis le 27 octobre 2008.
Cette inscription comprend le château, ses communs, son pigeonnier, ainsi que le sol des cours.

## Historique
- XIIIe siècle : le fief appartient à la famille de Tenay qui y bâtit une maison forte.
- 1586 : il passe par mariage à Jean de Mincé.
- 1645 : le château échoit à Jean-Baptiste de Prisque (dont les descendants resteront propriétaires jusqu'à la Révolution française).